# Batman: SubZero
A Batman: Subzero (másik nevén; Batman & Mr. Freeze: Subzero) egy 1998-ban megjelent Batman animációs film, melynek karakterei a Batman: A rajzfilmsorozaton alapulnak. Ez volt a második Batman animációs film a Batman: A rém álarca után. A filmet a Warner Bros. adta ki.

## Történet
Mr. Fagy új életet kezdett az Antarktiszon, melyben együtt él hibernált feleségével, Norával, fogadott fiukkal, Kunaccal és háziállataival, két Jegesmedvével. Egy tengeralattjáró véletlenül alájuk kerül és mikor az megpróbál felemelkedni, az egész jégház szétomlik. Ezek után Nora állapota gyorsan romlani kezd, ami kapcsán Mr. Fagy visszaköltözik Gotham City-be, hogy segítsen szerelme állapotán; ehhez Dr. Gregory Belson segítségét kéri. A tudós szerint Noranak egy szerv transzmutációra van szüksége, azonban mivel ritka vércsoportja van, csak 18 donor van a városban. Közéjük tartozik Barbara Gordon, Gordon felügyelő lánya is, aki Batman hűséges társa és Robin barátnője.
Mr. Fagy elmegy Barbaráért, aki éppen Robinnal randevúzik. Barbarát elviszi, Robin pedig üldözni kezdi őt. Az üldözés nem jár sikerrel, Robint kórházba szállítják. Itt Bruce rájön, hogy Barbarának milyen ritka vértípusa van. Megtudja azt is, hogy Mr. Fagy feleségének is ilyen típusú a vére, így hamar összeáll benne a kép. Barbara eközben a szellőzőn keresztül megpróbál megszökni az elrablóitól. Egy másik szobában találja magát, ahol Nora is van. Ekkor érti meg, hogy azért van itt, hogy segítsen neki. Barbara segítene is, de nem így és nem ilyen körülmények között. Ezek után elfut, de Mr. Fagy megállítja és ismét elfogja. Kunac megsajnálja Barbarát, de Mr. Fagy megígéri neki, hogy nem esik bántódása a lánynak.
Batman és Robin egy kisebb nyomozás után rájönnek, hol is bujkál Mr. Fagy és elindulnak megmenteni a társukat. Kunac mikor megtudta, hogy bántják Barbarát, segít neki elmenekülni. Mikor Batmanék megérkeznek, észreveszik, hogy Dr. Gregory éppen megpróbálja lelőni Barbarát, aminek következtében az egész olajfúrósziget kigyullad és bármikor felrobbanhat. Mr. Fagyra rádől egy torony, azonban csak félig temeti maga alá, így nem süllyed el. Miután Belson nem segít neki, Barbara, Batman és Robin kiszabadítják onnan, majd együtt menekülnek a túlhevült tornyok közeléből. Közben Barbara és Batman megkeresi Kunacot és Norát mielőtt a sziget felrobbanna. Eközben Dr. Gregory is szökni próbál, ám rázuhan a fúrótorony egy része, így – Mr. Faggyal ellentétben – meghal. Batman és Barbara kimenekít mindenkit, de Mr. Fagyot nem sikerül, aki – mivel túl nehéz az öltözéke – belezuhan az óceánba. Batmanék végül megmenekülnek a robbanástól és visszamennek Gothambe.
Az utolsó jelenetben láthatjuk, hogy Mr. Fagy is megmenekült a robbanás elől és visszamegy az Északi-sarkra. Benéz egy kutatócsoport ablakán, ahol a TV-ben látja, hogy Nora megmenekült. Mr. Fagy örömében elsírja magát, aztán pedig medvéivel elsétál.

## Szereposztás
| Karakter                    | Szinkronszínész     |
| --------------------------- | ------------------- |
| Batman / Bruce Wayne        | Kevin Conroy        |
| Mr. Fagy / Dr. Victor Fries | Michael Ansara      |
| Robin / Dick Grayson        | Loren Lester        |
| Alfred Pennyworth           | Efrem Zimbalist Jr. |
| Dr. Gregory Belson          | George Dzundza      |
| James Gordon                | Bob Hastings        |
| Harvey Bullock              | Robert Costanzo     |
| Barbara Gordon / Batgirl    | Mary Kay Bergman    |
| Kunac                       | Rahi Azizi          |

## Visszhang
A film pozitív kritikáknak örvendett. A Rotten Tomatoes-on 90%-on áll és az IMDb-n 7,3 a 10-ből. A TV Guide dicsérte a film cselekményét és azt mondta, jobb, mint a Joel Schumacher által rendezett Mindörökké Batman és a Batman és Robin. Az amerikai filmmagazin azt írja: "sokkal élvezhetőbb, mint Joel Schumacher két Batman élőszereplős filmje". Továbbá azt is írja: "bár egyértelműen gyerekeknek készült, van benne felnőtteknek szánt mondanivaló is, és nem utolsósorban könnyebben befogadhatóak Dishy Dames rajzai, mint a Batman és Robin túlzott, erős látványvilága.